# Scopula habilis
Scopula habilis är en fjärilsart som beskrevs av W. Warren 1899. Scopula habilis ingår i släktet Scopula och familjen mätare. Inga underarter finns listade.